# Любомирський (герб)
Любомирський — герб низки шляхетських родів Польщі та України, часів Речі Посполитої.
Любомирські стали відомими в Речі Посполитій наприкінці XV — на початку XVI століття, коли Фелікс Любомирський заснував так зване княже відгалуження роду. Його онук Себастьян Любомирський першим серед Любомирських став сенатором, потім породичався з Конецпольськими, а у 1592 році отримав титул графа «Священної Римської імперії» на Вишневці — давньому дідицтві Кмітів.

## Опис герба
У червоному полі річка срібна, тече зверху вниз, з правого боку у ліву, по кривій лінії. 
- Представники роду Любомирських.